# Casa Ribatallada
La Casa Ribatallada és un edifici del municipi de Sant Cugat del Vallès (Vallès Occidental) que forma part de l'Inventari del Patrimoni Arquitectònic de Catalunya. La denominació de la casa és deguda al fet que la manà construir Elisenda Ribatallada.

## Descripció
És un xalet de grans dimensions envoltat per un jardí. Format per planta baixa i pis. Té un bell porxo amb arcades i sòcol de rajola vidriada. La coberta és de teulada a quatre vents. Mostra detalls tradicionals de la construcció local: cornises rematats de pilastres i xemeneies. Destaca la balconada amb balustrada de terrissa.